# Região cultural
Região cultural é um termo usado principalmente nas áreas da antropologia e geografia. Culturas específicas, muitas vezes não limita a sua cobertura geográfica, para as fronteiras de um Estado-nação ou às subdivisões menores de um estado. Para 'mapear' uma cultura, muitas vezes temos que identificar a atual, "região cultural, e quando fazemos isso, descobrimos que ela tem pouca relação com os limites jurídicos elaborados pelo costume, tratados, cartas ou guerras.
Uma área de cultura é um conceito em antropologia cultural, em que uma região geográfica e uma seqüência de tempo ( área de idade é caracterizada por ambiente e cultura substancialmente uniformes.
O conceito de áreas de cultura foi originado por curadores de museus e etnólogos no final dos anos 1800 como meio de organizar exposições. Clark Wissler e Alfred Kroeber desenvolveram o conceito na premissa de que eles representam divisões culturais de longa data. O conceito é criticado por alguns, que argumentam que a base para a classificação é arbitrária. Mas outros pesquisadores discordam e a organização das comunidades humanas em áreas culturais continua sendo uma prática comum em todas as ciências sociais. A definição de áreas culturais está desfrutando um ressurgimento do interesse teórico e teórico, já que os cientistas sociais realizam mais pesquisas sobre processos de globalização cultural.

## Regiões culturais do mundo
- América francesa
- Europa germânica
- Hindustão
- América Latina
- Europa latina
- Mundo iraniano
- ocidental

### "Esferas" culturais
- Anglosfera
- Sinosfera

### "Mundos" culturais
- Mundo árabe
- Ásia Oriental (o "mundo sino-confucionista") mais Japão
- Mundo oriental
- Mundo malaio
- Mundo muçulmano
- Mundo ocidental

### IGOscom laços culturais
- União Africana
- Associação de Nações do Sudeste Asiático
- Comunidade das Nações
- Comunidade de Países de Língua Portuguesa
- União Europeia
- Francofonia
- União Latina
- Pampa